# Гусман, Науэль
Науэль Игнасио Гусман (исп. Nahuel Ignacio Guzmán; род. 10 февраля 1986 года в Росарио) — аргентинский футболист, вратарь клуба «УАНЛ Тигрес». Выступал за сборную Аргентины.

## Клубная карьера
Науэль выступал за молодёжную команду «Ньюэллс Олд Бойз». В 2005 году он был повышен в первую команду. Его дебют в чемпионате Аргентины состоялся 8 октября 2005 года в матче против «Бельграно». После этого молодой голкипер надолго осел в запасе. С 2007 по 2009 год он выступал во второй лиге за «Индепендьенте Ривадавия», сыграл в 37 матчах. Вернувшись из аренды, Науэль снова осел на лавке «Ньюэллс Олд Бойз». Однако в сезоне 2012/13 он наконец-то стал игроком основного состава, сыграв в 34 матчах чемпионата Аргентины и блестяще проявив себя на кубке Либертадорес.

## Карьера в сборной
Науэль представлял Аргентину на юношеском и молодёжном уровнях, участвовал на юношеском чемпионате мира 2003 года. В конце мая 2018 года стало известно, что Науэль Гусман поедет на чемпионат мира 2018, где заменит Серхио Ромеро, который пропустит турнир из-за рецидива травмы правого колена, полученной в товарищеском матче с Испанией.

## Достижения
Командные
 Ньюэллс Олд Бойз
- Чемпион Аргентины (1): 2013 (Финаль)

 УАНЛ Тигрес
- Чемпион Мексики (1): Апертура 2015